# 성재기 (책)
《성재기》(惺齋記)는 1600년경 조선 후기의 유학자 강항(姜沆)이 지은 유교 서적이다. 임진왜란 때 일본군이 탈취해 간 이황계열 학문서적 외에 일본의 성리학 발전에 영향을 미친 서적의 하나이다.

## 개요
강항은 일본에 성리학을 전할 목적으로 《성재기》와 《시상와기(是尙窩記)》를 손수 써서 일본의 승려 후지와라 세이카(藤原惺窩) 등에게 선물로 주었다. 1598년 정유재란 때 강항은 도도 다카토라(藤堂高虎)의 예하 부대인 오즈 성주 사도(佐渡)의 부하 노부시치로(信七郞)에게 사로잡혀 일본으로 끌려갔으며 일본에서 요시다 소준(吉田宗恂) 등의 성리학자들을 문인으로 길러냈다.
1600년경 강항은 오사카를 떠나며 요시다 소준, 후지와라 세이카 등에게 성재기와 시상와기를 손수 써서 선물로 주었다.

## 영향
교토의 쇼코쿠지(相國寺) 묘수원(妙壽院) 사찰의 승려 후지와라 세이카(藤原惺窩)는 불교 승려였다가 후일 유학자로 전향하였다. 세이카의 본명은 순수좌(蕣首座)로 세이카의 개명한 이름이자 호인 세이카(惺窩)는 강항이 그에게 손수 써준 《성재기》와 《시상와기》에서 한 글자씩 따서 붙인 것이다.

## 같이 보기
| - 임진왜란 - 성리학 - 강항 - 시상와기 - 이황 - 이언적 - 조식 - 이이 - 성혼 | - 유교 - 후지와라 세이카 - 요시다 소준 - 도도 다카토라 - 조완벽 |